# Рудня-Тальская
Рудня-Тальская (укр. Рудня-Тальська) — село, входит в Иванковский район Киевской области Украины.
Население по переписи 2001 года составляло 255 человек. Почтовый индекс — 07203. Телефонный код — 04491. Занимает площадь 1 км². Код КОАТУУ — 3222086402.

## Местный совет
07263, Київська область, Іванківський район, с. Феневичі, тел. 342-45  (укр.)